# Carolina Kostner
Carolina Kostner (Bolzano, 8 de febrero de 1987) es una patinadora artística sobre hielo italiana, campeona del mundo en 2012, cinco veces campeona de Europa (2007–2008, 2010, 2012–2013), campeona del Final del Grand Prix de patinaje artístico en 2011, nueve veces campeona de Italia. y medallista de bronce en los Juegos Olímpicos de Sochi de 2014. Regresó al patinaje competitivo en la temporada 2016-2017, tras una pausa de dos años.

## Vida privada
Carolina Kostner nació en Bolzano y vive en Ortisei, pero entrena en Oberstdorf, Alemania, después del corrimiento de tierra que destruyó el edificio de hielo de Ortisei y que también obligó al Club de Hockey Gardena, el equipo local de hockey, a cambiar de sede. Empezó a patinar a los 4 años. Su madre, Patrizia, era patinadora nacional de los años setenta, entrenada por su madre que ahora es entrenadora de la categoría "muy joven" de "Ice Club Gardena". También fue profesora de artes geométricas. Su padre, Erwin Kostner, exjugador de hockey sobre hielo para la selección nacional italiana en los Campeonatos del Mundo y los Juegos Olímpicos, actualmente es entrenador de esta especialidad. Su abuelo fue director de la Academia de Arte en su ciudad natal. Carolina tiene dos hermanos, Martin un año mayor y Simon tres años más joven. Este último juega a hockey sobre hielo. El padre de Carolina es primo de Isolde Kostner, quién ganó la medalla de plata de esquí alpino en los Juegos Olímpicos de 2002.
Aparte de su lengua materna, el ladino, Carolina tiene fluidez en italiano y alemán y conoce el inglés y el francés. En otoño de 2007 ingresó en la Universidad de Turín. También pertenece al cuerpo de la Policía Penitenciaria y es una fan de la Juventus. Estuvo vinculada sentimentalmente a Alex Schwazer de 2008 en 2012.

### Procesos judiciales
Acusada de apoyar a su excompañero Alex Schwazer, sentenciado a un total de tres años y 9 meses de inhabilitación por dopaje el 28 de noviembre de 2014, Kostner fue procesada por la Oficina Contra Antidopaje de CONI al Tribunal Nacional con una solicitud de inhabilitación de 4 años y 3 meses. El fiscal de Bolzano finalmente pidió dos años y tres meses y el 16 de enero de 2015, quedó inhabilitada por un año y cuatro meses en una resolución de primera instancia. La atleta proclamó su inocencia anunciando que recurriría al Tribunal de Arbitraje (TAS), y aunque la Oficina Antidopaje y la WADA (Agencia Mundial Antidopaje), se dirigieron al TAS de Lausanne en marzo, pidiendo un aumento de la pena de entre 2 y 4 años de inhabilitación, finalmente, el tribunal le permitió volver al patinaje competitivo la temporada 2016-2017.[cita requerida]

## Vida pública y patrocinadores

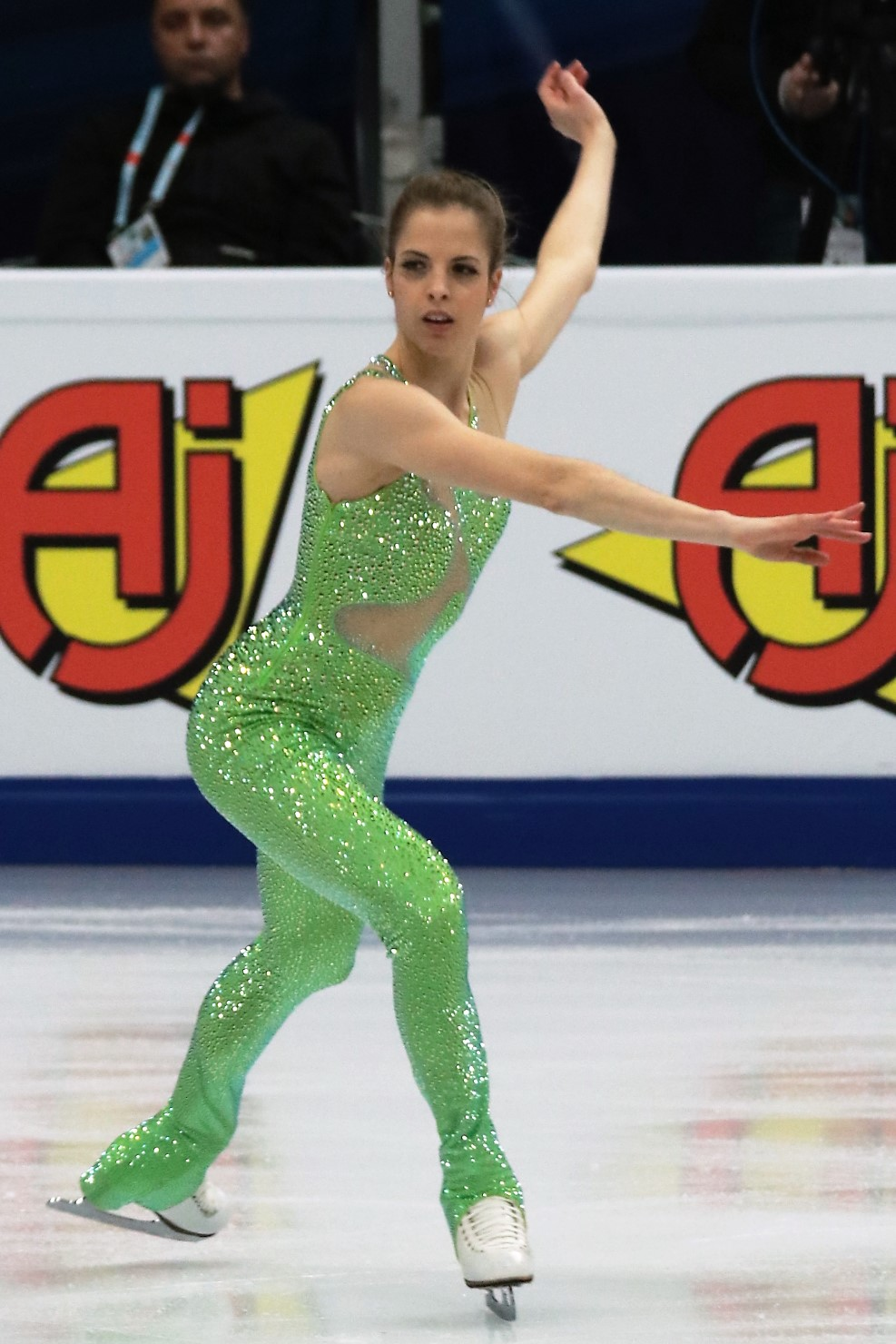
Carolina Kostner durante el Campeonato Europeo de 2018

Los patrocinadores actuales y anteriores de Carolina Kostner incluyen: Tirol del Sur, Asics, Grissin Bon, Grana Padano, Axel - Roma Ice Track, Royal Caribbean, Lancia, Herbalife (de la temporada 2010-2011), el Parque Olímpico de Turín y Roberto Cavalli (hasta la temporada 2009-2010). Y otros que incluyen: Maybelline, L'Oréal Professionnel, Fratelli Rossetti, Damiani, Swarovski, Iceberg y T-SHIRT T-SHOPS.
Carolina participó en el programa Winx on Ice en noviembre de 2008. También fue la madrina de Opera on Ice, una actuación celebrada por primera vez en octubre de 2011 en la Arena de Verona, que incluía algunos de los mejores patinadores del escena internacional. El espectáculo se emitió simultáneamente en cuarenta países. En octubre de 2012 fue la diosa de la segunda edición de Opera on Ice, donde patinó con la música de "Je veux vivre" de Romeo y Juliet junto con Stéphane Lambiel.
Kostner diseñó personalmente sus vestidos para la temporada 2011-2012, mientras que en 2005 colaboró con Roberto Cavalli. Aparte de esto, al final de cada temporada deportiva se subastan sus vestidos y los fondos de la venta se dan a beneficencia a favor del Instituto Giannina Gaslini, un hospital pediátrico de Génova.

## Trayectoria deportiva

### Técnica de patinaje

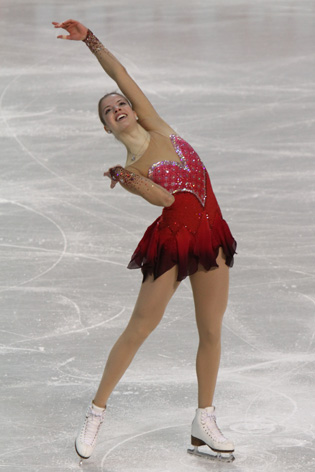
Carolina Kostner durante el programa corto en los campeonatos europeos 2010

Carolina Kostner forma parte de la minoría de patinadores que saltan y ejecutan los giros en el sentido de las agujas del reloj. En su carrera ha hecho combinaciones triple-triple-doble, triple-doble-doble, triple-triple, triple-doble. Algunos ejemplos son la combinación de doble axel - triple toe, triple flip, triple flip doble triple y doble triple, y triple flip. Realizó su primero salto triple a los 11 años y un doble axel al 12. Sobre sus habilidades ha comentado: «Las combinaciones triple-triples son fáciles para mí. Primero he probado un doble toe para ver como era, entonces probé un triple toe-loop-triple toe loop. No me gusta el doble axel, así que no intentaré el triple».

### Reconocimientos
- Atleta del año del Tirol del Sur, en 2004, 2011 y 2012.

### Honores
- Collar de Oro al Mérito Deportivo - Salón de Honor del Comité Olímpico Nacional Italiano, 19 de abril de 2012

### Programas
|           | Programa corto                                                           | Programa libre                                                  | Exhibición                                                |
| --------- | ------------------------------------------------------------------------ | --------------------------------------------------------------- | --------------------------------------------------------- |
| 2018-2019 | Ne me quitte pas de Celine Dion                                          | The Storm de Balázs Havasi                                      |                                                           |
| 2017-2018 | Ne me quitte pas de Celine Dion                                          | Preludio a la siesta de un fauno de Claude Debussy              | Claro de luna de Claude Debussy                           |
| 2016-2017 | God of Thunder de Kitaro Bonzo's Montreux de John Bonham                 | Nisi Dominus (Cum Dederit) de Antonio Vivaldi                   | Claro de luna de Claude Debussy                           |
| 2013–2014 | Avemaría de Franz Schubert Humoresque de Antonín Dvořák                  | Boléro de Maurice Ravel Scheherazade de Nikolái Rimski-Kórsakov | Imagine de Eva Cassidy                                    |
| 2012–2013 | A Transylvanian Lullaby de John Morris Devil's Trill de Giuseppe Tartini | Boléro de Maurice Ravel                                         | It's Oh So Quiet de Björk                                 |
| 2011–2012 | Allegretto from Piano Trio No. 2 de Dmitri Shostakovich                  | Concierto para piano n.º 23 de Wolfgang Amadeus Mozart          | Carmen de Georges Bizet (Coreografía de Stéphane Lambiel) |

### Resultados nivel sénior
| Temporada 2018-2019        | Temporada 2018-2019           | Temporada 2018-2019 | Temporada 2018-2019 | Temporada 2018-2019 |
| Fecha                      | Evento                        | Programa corto      | Programa libre      | Total               |
| -------------------------- | ----------------------------- | ------------------- | ------------------- | ------------------- |
| 4-7 de octubre de 2018     | Grand Prix de Finlandia 2018  |                     |                     |                     |
| 23-25 de noviembre de 2017 | Internationaux de France 2018 |                     |                     |                     |

| Temporada 2017-2018              | Temporada 2017-2018                            | Temporada 2017-2018 | Temporada 2017-2018 | Temporada 2017-2018 |
| Fecha                            | Evento                                         | Programa corto      | Programa libre      | Total               |
| -------------------------------- | ---------------------------------------------- | ------------------- | ------------------- | ------------------- |
| 15–21 de enero de 2018           | Campeonato Europeo de 2018                     | 3 78.30             | 4 125.95            | 3 204.25            |
| 13–16 de diciembre de 2017       | Campeonato de Italia de 2018                   | 1 81.91             | 1 140.43            | 1 222.34            |
| 7–10 de diciembre de 2017        | Final del Grand Prix de 2017–2018              | 6 72.82             | 3 141.83            | 4 214.65            |
| 10–12 de noviembre de 2017       | Trofeo NHK 2017                                | 2 74.57             | 3 137.67            | 2 212.24            |
| 20–22 de octubre de 2017         | Copa Rostelecom 2017                           | 2 74.62             | 2 141.36            | 2 215.98            |
| 6–8 de octubre de 2017           | Trofeo CS Finlandia de 2017                    | 3 67.45             | 2 126.31            | 2 193.76            |
| 14–17 de septiembre de 2017      | Trofeo CS Lombardia de 2017                    | 2 71.67             | 5 126.69            | 3 198.36            |
| Temporada 2016-2017              |                                                |                     |                     |                     |
| Fecha                            | Evento                                         | Programa corto      | Programa libre      | Total               |
| 29 de marzo – 2 de abril de 2017 | Campeonato Mundial de 2017                     | 8 66.33             | 5 130.50            | 6 196.83            |
| 2–5 de marzo de 2017             | Campeonato Nórdico de 2017                     | 1 64.85             | 1 139.42            | 1 204.27            |
| 25–29 de enero de 2017           | Campeonato Europeo de 2017                     | 3 72.40             | 2 138.12            | 3 210.52            |
| 14–17 de diciembre de 2016       | Campeonato de Italia de 2017                   | 1 74.27             | 1 136.70            | 1 210.97            |
| 8–11 de diciembre de 2016        | CS Golden Spin de Zagreb 2016                  | 1 69.95             | 3 126.28            | 1 196.23            |
| Temporada 2013-2014              |                                                |                     |                     |                     |
| Fecha                            | Evento                                         | Programa corto      | Programa libre      | Total               |
| 24–30 de marzo de 2014           | Campeonato Mundial de 2014                     | 2 77.24             | 6 126.59            | 3 203.83            |
| February 7–23, 2014              | Juegos Olímpicos de invierno 2014 - individual | 3 74.12             | 4 142.61            | 3 216.73            |
| February 7–23, 2014              | Juegos Olímpicos de invierno 2014 - equipos    | 2 70.84             | –                   | –                   |
| 13–19 de enero de 2014           | Campeonato Europeo de 2014                     | 3 68.97             | 3 122.42            | 3 191.39            |
| 22–24 de noviembre de 2013       | Copa Rostelecom 2013                           | 2 67.74             | 1 122.38            | 2 190.12            |
| 1–3 de noviembre de 2013         | Copa de China 2013                             | 2 62.75             | 2 110.65            | 3 173.40            |
| Temporada 2012-2013              |                                                |                     |                     |                     |
| Fecha                            | Evento                                         | Programa corto      | Programa libre      | Total               |
| 10–17 de marzo de 2013           | Campeonato Mundial de 2013                     | 2 66.86             | 3 131.03            | 2 197.89            |
| 21–24 de febrero de 2013         | International Challenge Cup de 2013            | 1 72.81             | 1 126.09            | 1 198.90            |
| 21–27 de enero de 2013           | Campeonato Europeo de 2013                     | 2 64.19             | 2 130.52            | 1 194.71            |
| 19–22 de diciembre de 2012       | Campeonato de Italia de 2013                   | 1 70.13             | 1 143.56            | 1 213.69            |
| 13–16 de diciembre de 2012       | Golden Spin de Zagreb 2012                     | 1 64.99             | 1 110.03            | 1 175.02            |
| Temporada 2011-2012              |                                                |                     |                     |                     |
| Fecha                            | Evento                                         | Programa corto      | Programa libre      | Total               |
| 18–22 de abril de 2012           | ISU World Team Trophy de 2012                  | 1 69.48             | 3 116.24            | 2 185.72            |
| 26 de marzo – 1 de abril de 2012 | Campeonato Mundial de 2012                     | 3 61.00             | 1 128.94            | 1 189.94            |
| 8–11 de marzo de 2012            | International Challenge Cup de 2012            | 1 64.89             | 1 132.84            | 1 197.73            |
| 23–29 de enero de 2012           | Campeonato Europeo de 2012                     | 1 63.22             | 1 120.33            | 1 183.55            |
| 8–11 de diciembre de 2011        | Final del Grand Prix de 2011–2012              | 1 66.43             | 1 121.05            | 1 187.48            |
| 17–20 de noviembre de 2011       | Trofeo Eric Bompard de 2011                    | 2 59.70             | 3 119.62            | 2 179.32            |
| 3–6 de noviembre de 2011         | Copa de China 2011                             | 1 61.88             | 1 120.26            | 1 182.14            |
| 20–23 de octubre de 2011         | Skate America de 2011                          | 2 60.23             | 1 117.12            | 2 177.35            |

### Competiciones
| Resultados | Resultados      | Resultados      | Resultados      | Resultados      | Resultados      | Resultados      | Resultados      | Resultados      | Resultados      | Resultados      | Resultados      | Resultados      | Resultados      | Resultados      | Resultados      |
| Internacionales | Internacionales | Internacionales | Internacionales | Internacionales | Internacionales | Internacionales | Internacionales | Internacionales | Internacionales | Internacionales | Internacionales | Internacionales | Internacionales | Internacionales | Internacionales |
| Acontecimiento | 2000–01         | 2001–02         | 2002–03         | 2003–04         | 2004–05         | 2005–06         | 2006–07         | 2007–08         | 2008–09         | 2009–10         | 2010–11         | 2011–12         | 2012–13         | 2013–14         | 2016-17         |
| --- | --------------- | --------------- | --------------- | --------------- | --------------- | --------------- | --------------- | --------------- | --------------- | --------------- | --------------- | --------------- | --------------- | --------------- | --------------- |
| Juegos olímpicos de invierno |                 |                 |                 |                 |                 | 9.º             |                 |                 |                 | 16.º            |                 |                 |                 | 3.º             |                 |
| Campeonatos mundiales |                 |                 | 10.º            | 5.º             | 3.º             | 12.º            | 6.º             | 2.º             | 12.º            | 6.º             | 3.º             | 1.º             | 2.º             | 3.º             |                 |
| Campeonatos europeos |                 |                 | 4.º             | 5.º             | 7.º             | 3.º             | 1.º             | 1.º             | 2.º             | 1.º             | 2.º             | 1.º             | 1.º             | 3.º             | 3.º             |
| Final del Gran Prix |                 |                 |                 |                 |                 |                 |                 | 3.º             | 3.º             |                 | 2.º             | 1.º             |                 |                 |                 |
| GP Trophée Eric Bompard |                 |                 |                 |                 | 2.º             |                 |                 |                 |                 | 6.º             |                 | 2.º             | R               |                 |                 |
| GP Cup of China |                 |                 |                 |                 |                 |                 |                 | 3.º             |                 | 6.º             |                 | 1.º             | R               | 3.º             |                 |
| GP Cup of Rússia |                 |                 |                 | 2.º             | 7.º             |                 |                 |                 | 1.º             |                 |                 |                 |                 | 2.º             |                 |
| GP NHK Trophy |                 |                 |                 |                 |                 | 6.º             |                 | 1.º             |                 |                 | 1.º             |                 |                 |                 |                 |
| GP Skate Amèrica |                 |                 |                 | 9.º             |                 |                 |                 |                 |                 |                 | 3.º             | 2.º             |                 |                 |                 |
| GP Skate Canadà |                 |                 |                 |                 | 5.º             | 7.º             |                 |                 | 4.º             |                 |                 |                 |                 |                 |                 |
| CS Golden Espiïn |                 |                 |                 |                 |                 |                 |                 |                 |                 |                 |                 |                 |                 |                 | 1.º             |
| Nebelhorn Trophy |                 |                 | 1.º             |                 |                 |                 |                 | 1.º             |                 |                 |                 |                 |                 |                 |                 |
| The Nordics |                 |                 |                 |                 |                 |                 |                 |                 |                 |                 |                 |                 |                 |                 | 1.º             |
| Bofrost Cup |                 |                 |                 | 4.º             |                 |                 |                 |                 |                 |                 |                 |                 |                 |                 |                 |
| Challenge Cup |                 |                 |                 |                 |                 |                 |                 |                 |                 |                 |                 | 1.º             | 1.º             |                 |                 |
| Finlàndia Trophy |                 |                 |                 | 4.º             |                 |                 |                 | 3.º             |                 |                 |                 |                 |                 |                 |                 |
| Gardena Spring Trophy |                 | 4.º             |                 |                 |                 |                 |                 |                 |                 |                 | 1.º             |                 |                 |                 |                 |
| Golden Espiïn of Zagreb |                 |                 |                 |                 |                 |                 |                 |                 |                 |                 |                 |                 | 1.º             |                 |                 |
| Karl Schäfer |                 |                 |                 |                 |                 |                 |                 |                 | 1.º             |                 |                 |                 |                 |                 |                 |
| Merano Cup |                 |                 |                 |                 |                 |                 |                 |                 |                 | 1.º             |                 |                 |                 |                 |                 |
| Ondrej Nepela Trophy |                 |                 | 1.º             |                 |                 |                 |                 |                 |                 |                 |                 |                 |                 |                 |                 |
| Internacionales: categoría Júnior |                 |                 |                 |                 |                 |                 |                 |                 |                 |                 |                 |                 |                 |                 |                 |
| Mundiales .júnior | 11.º            | 10.º            | 3.º             |                 |                 |                 |                 |                 |                 |                 |                 |                 |                 |                 |                 |
| Final Gran Prix .júnior |                 |                 | 2.º             |                 |                 |                 |                 |                 |                 |                 |                 |                 |                 |                 |                 |
| JGP Xina |                 |                 | 4.º             |                 |                 |                 |                 |                 |                 |                 |                 |                 |                 |                 |                 |
| JGP França |                 |                 | 1.º             |                 |                 |                 |                 |                 |                 |                 |                 |                 |                 |                 |                 |
| JGP Alemanya | 7.º             |                 |                 |                 |                 |                 |                 |                 |                 |                 |                 |                 |                 |                 |                 |
| JGP Itàlia |                 | 6.º             |                 |                 |                 |                 |                 |                 |                 |                 |                 |                 |                 |                 |                 |
| JGP Noruega | 9.º             |                 |                 |                 |                 |                 |                 |                 |                 |                 |                 |                 |                 |                 |                 |
| JGP Polònia |                 | 4.º             |                 |                 |                 |                 |                 |                 |                 |                 |                 |                 |                 |                 |                 |
| Dragon Trophy |                 |                 | 1.º J.          |                 |                 |                 |                 |                 |                 |                 |                 |                 |                 |                 |                 |
| Nacionales |                 |                 |                 |                 |                 |                 |                 |                 |                 |                 |                 |                 |                 |                 |                 |
| Campeonatos italianos | 1.º J.          |                 | 1.º             | 2.º             | 1.º             | 1.º             | 1.º             | R               | 1.º             | 2.º             | 1.º             | R               | 1.º             | R               | 1.º             |
| Acontecimientos en equipo |                 |                 |                 |                 |                 |                 |                 |                 |                 |                 |                 |                 |                 |                 |                 |
| Juegos olímpicos de invierno |                 |                 |                 |                 |                 |                 |                 |                 |                 |                 |                 |                 |                 | 4.ºS / 2.ºP     |                 |
| World Team Trophy |                 |                 |                 |                 |                 |                 |                 |                 |                 |                 |                 | 6.ºS / 2.ºP     |                 |                 |                 |
| °GP = Grande Prix; JGP = Júnior Grande Prix; J. = Categoría Júnior; R = Retirada; S = Resultado del equipo; P = Resultado personal(N.B. las medallas han sido libradas solamente por resultados de equipo) |                 |                 |                 |                 |                 |                 |                 |                 |                 |                 |                 |                 |                 |                 |                 |